# 스케치퀴즈
스케치퀴즈은 iGene이 개발한 모바일 게임이다.

## 같이 보기
- 내가그린 기린그림
- 캐치마인드
- 온라인 게임
- 모바일 게임